# Uclés
Uclés és un municipi de la província de Conca, a la comunitat autònoma de Castella-La Manxa.
Punt estratègic celtiber, posteriorment romanitzat del qual es conserven nombroses inscripcions llatines i que era anomenat Pagus Oculensis, d'aquí Uclés, en àrab Uqulis 
Uclés es va dir Uklish sota domini àrab i va formar part de la kura de Santaver (més o menys la província de Conca) de majoria amaziga. La fortalesa la va construir al-Fat·h ibn Mussa ibn Dhi-n-Nun al final del segle IX quan es va revoltar en 775 contra Abd al-Rahman I i la va convertir en la seva capital.; a la mort del seu pare Musa ibn Dhi l-Nun vers 908 va governar la fortalesa, mentre els seus germans rebien les de Huete i Huélamo. Des de Uklish, al-Fath va fer diverses incursions contra Toledo, però a la seva mort els conflictes familiars i el creixent poder d'Abd al-Rahman III van permetre a aquest assegurar el control de la zona i de la mateixa fortalesa el 936; tot i així la família va conservar una notable influència local i el 1018 van recuperar la fortalesa, dominant també a Santaver i finalment (entre 1031 i 1035) a Toledo. La ciutat va tenir certa importància entre el segle X i XII amb una mesquita notable. Amb la desaparició de Segobriga, va passar a ser la principal ciutat del districte 
Ocupada pels castellans per primer cop després de la conquesta de Toledo el 1085 sent la principal fortalesa cristiana al sud del Tajo; fou recuperada per l'islam pels almoràvits el maig de 1108 després de derrotar les forces castellanes enviades des de Toledo a la batalla d'Uclés; també van conquerir Huete i Ocaña i van amenaçar Toledo. La mort de l'infant Sanç a la batalla va privar a la corona castellana del seu únic hereu mascle i va obrir una crisi successòria entre Urraca i Teresa les dues filles d'Alfons VI de Castella, que va durar fins al 1126 i va permetre la independència de Portugal.
A l'enfonsament dels almoràvits va quedar en mans del Muhàmmad ibn Mardanix el Rei Llop que finalment, per un tractat amb el rei Alfons VII de Castella, la va bescanviar amb als castellans a canvi d'Alicún. Sota la protecció d'Alfons VII de Castella va ser un dels pocs emplaçaments del territori que van començar a desenvolupar-se. El 1174 Alfons VIII de Castella va donar Uclés a l'Orde de Sant Jaume, la seu principal de la qual, Càceres, havia estat conquerida pels almohades. L'orde la va erigir en la seva seu principal a Castella i va donar fur a la població musulmana que hi va restar. Aquesta comunitat mudèjar va subsistir fins al 1502 quan les persones de religió musulmana de més de 14 anys (12 les dones) foren expulsats d'Espanya en condicions impossibles de complir, excepte si es convertien, que fou la seva única opció. Fou atacada el 1176 pels musulmans del Castell de Moya Conca i Alarcón.
En 1809, durant la guerra del Francès, l'exèrcit de Claude Victor Perrin va derrotar l'Exèrcit del Centre comandat per Francisco Javier Venegas.